# Европейская бельдюга
Европе́йская бельдю́га (лат. Zoarces viviparus) — вид морских рыб семейства бельдюговых отряда скорпенообразных. Продолжительность жизни в среднем 10—12 лет. Населяет морские воды северной Атлантики. В России ареал охватывает Балтийское море, в том числе и опреснённый Финский залив, Баренцево море, Белое море и др. На западе ареал доходит до Ла-Манша. На Дальнем Востоке, в Охотском и Японском морях Тихого океана встречается близкий вид — Zoarces elongatus.

## Описание
Максимальная длина тела 52 см, обычно размеры тела не превышают 30 см. По другим данным длина тела может достигать 61 см. Спинной плавник длинный с короткими шиповидными лучами сзади. В анальном плавнике 80—95 мягких лучей. Спинной и анальный плавники сливаются с хвостовым плавником.
Бельдюга — хищный вид, в её рацион входят различные мелкие моллюски, рачки, икра и мальки других видов.

## Размножение
Характерно живорождение. Спаривание происходит в августе — сентябре. Продолжительность беременности 4—5 месяцев. Вымётывают от 10 до 405 мальков.

## Хозяйственное значение
Белое и плотное мясо бельдюги отличается хорошим вкусом и значительной жирностью. В Балтийском море имеет некоторое промысловое значение. Но вдоль Мурманского побережья и в Белом море её почти не промышляют, а во многих местах она вообще не идёт в пищу. Этот обычай связан с её живорождением («нельзя есть рыбу, которая „щенится“»), а возможно, и с неприглядным внешним видом бельдюги.